# 查尔斯·博蒙特
查尔斯·博蒙特（Charles Beaumont，1929年1月2日—1967年2月21日）是一位美国小说家，主要创作短篇恐怖小说和科幻小说，此外，他也是一名编剧，作品包括《陰陽魔界》等。

## 生平
博蒙特原名查尔斯·勒罗伊·纳特（Charles Leroy Nutt），出生于芝加哥，是家中独子，父亲查尔斯·海勒姆·纳特（Charles Hiram Nutt）是名铁路公司审计员，母亲维奥莱特·“莱蒂”·纳特（Violet "Letty" (Phillips) Nutt） 曾是埃萨奈影业（Essanay Studios）的编剧。
他在高中辍学，第二次世界大战后期参军。1950年将他的第一个故事卖给《惊奇故事》之前，他当过漫画家、插画家、DJ、引座员和洗碗工。画插画的时候，他取了笔名查尔斯·麦克纳特（Charles McNutt；约1947/48年）和E·T·博蒙特。
1954年，《花花公子》将他的小说《Black Country》选为该杂志刊登的第一部短篇小说。正是在这个时候，博蒙特也开始为电视和电影编剧。
博蒙特喜欢旅行，也是一名狂热的賽車迷，还自己改装过赛车。

### 去世
1963年，34岁的博蒙特开始遭受一种奇怪的脑部疾病的影响，语言能力、注意力和记忆力迅速退化，病因众说纷纭。
1963年至1964年间，包括威廉·F·诺兰和杰里·索尔在内的几位作家朋友开始为博蒙特代笔，以便他能够完成他庞大的写作任务，他自己几乎已经无法写作。
1967年2月21日，博蒙特在加利福尼亚州伍德兰希尔斯去世，享年38岁。他的儿子克里斯托弗后来说，他的父亲死时“看起来像九十五岁”。